# Räucheraal

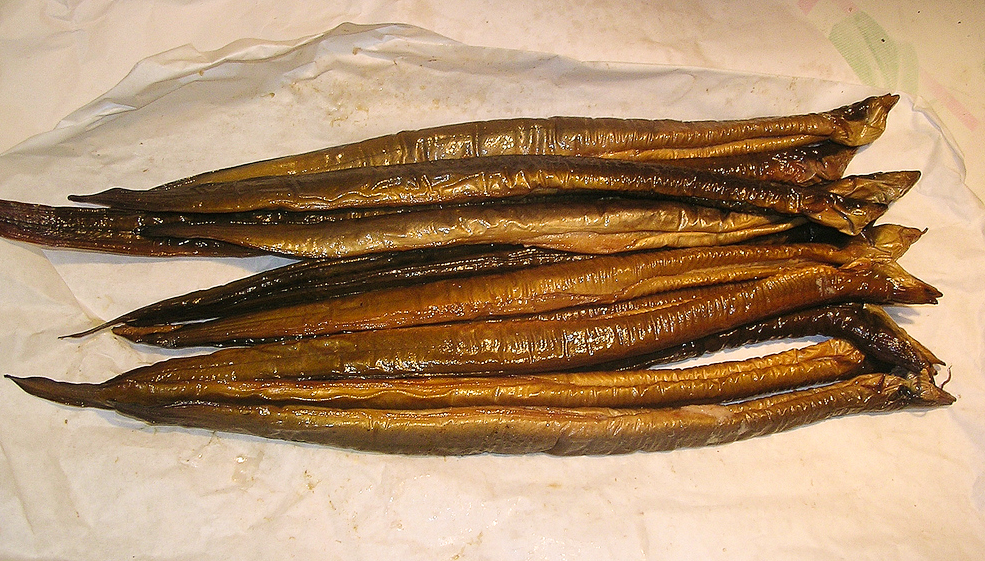
Geräucherte Aale

Räucheraal ist eine Zubereitungsart des Aals. Zur Herstellung wird der mit einem Fettanteil von 28 % vorzüglich zum Räuchern geeignete Fisch im Ganzen heißgeräuchert, wobei der Kopf am Körper verbleibt.

## Räucheraal als regionale Spezialität
In Norddeutschland ist der dort auch Spickaal genannte Räucheraal eine jahrhundertealte Spezialität. „Smoortaal“ aus dem Zwischenahner Meer im Ammerland (Teil der Oldenburger Geest im Nordwesten Niedersachsens) ist seit mindestens 900 Jahren belegt. Um 1108 soll Graf Egilmar I. einem Abt im Kloster Iburg regelmäßig 90 Bund Aale geschickt haben. Vermutlich wurden die Aale aufgrund der vergleichsweise langen Wegstrecke durch Rauch haltbar gemacht.
Bekannt ist der „Steinhuder Rauchaal“ vom Steinhuder Meer. In den Niederlanden gilt Räucheraal als traditionelle Spezialität. Die Stadt Harderwijk am IJsselmeer wird zuweilen „Aal-Hauptstadt“ genannt.

## Artenschutz
Der Aalbestand in deutschen Gewässern und im niederländischen IJsselmeer geht seit Jahren kontinuierlich zurück. Zahlreiche Aalräuchereien am Steinhuder Meer verarbeiten daher importierten Aal aus Norwegen, Schweden und anderen Ländern. Der Bestand des nach wie vor befischten Steinhuder Meeres wird zudem aufrechterhalten, indem jedes Jahr Glasaale eingesetzt werden, da die Passage des Meerbachs, des einzigen Abflusses des Steinhuder Meeres, für die lediglich in der Sargassosee schlüpfenden Jungaale durch Umweltveränderungen schwieriger geworden ist, so dass nur noch wenige Jungaale das Gewässer erreichen, um für die natürliche Bestandserhaltung zu sorgen.
Im niederländischen Harderwijk ist die Zahl der Aalfischer aus ähnlichen Gründen von 172 auf drei geschrumpft. Während in Harderwijk 1980 5000 Tonnen Aal gefangen wurden, waren es 2009 nur noch 250 Tonnen. Hinzu kommt das Problem, dass es bis heute nicht gelungen ist, Aale erfolgreich zu züchten.